# Kamimuria zwicki
Kamimuria zwicki és una espècie d'insecte pertanyent a la família dels pèrlids que es troba a l'Àsia oriental.